# Církevní heraldika

Znak Mons. Papina, katolického biskupa a primase lotrinského

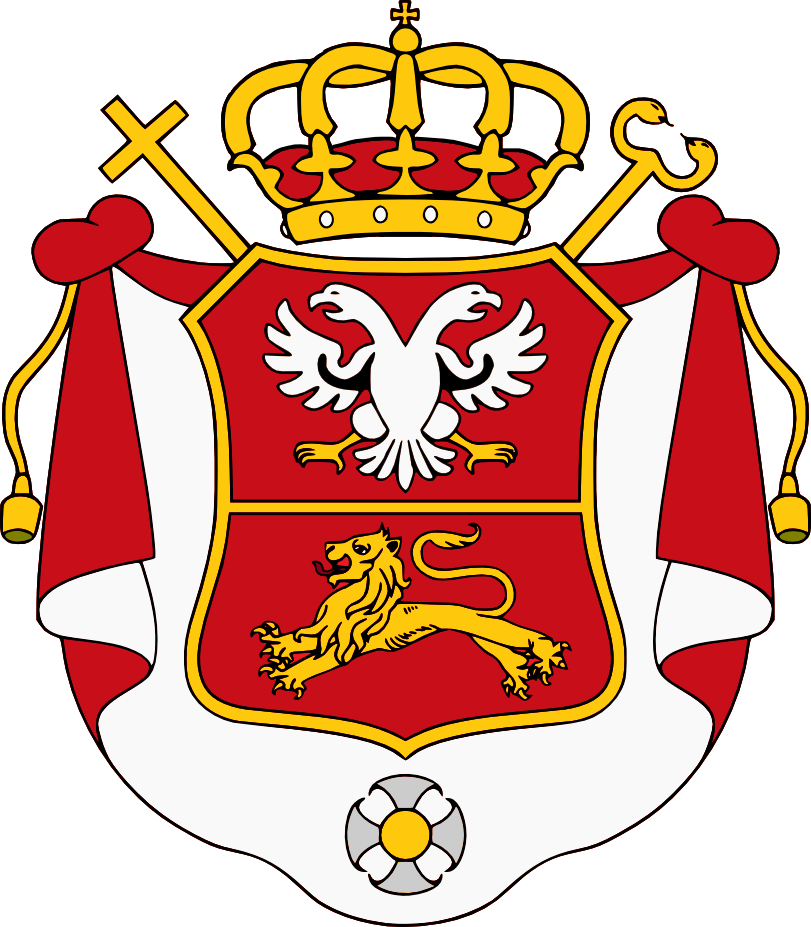
Znak pravoslavného metropolity Petra II.

Církevní heraldika je část heraldiky, která se zabývá znaky církevních hodnostářů, institucí a úřadů převážně z římskokatolické církve a v Pravoslaví. Živé jsou také heraldiky anglikánské a luteránské církve.

## Historie
Církevní heraldika je přibližně stejně stará jako rodová heraldika, protože církevní hodnostáři provázeli rytíře v křížových výpravách do Svaté země. Někteří hodnostáři se i museli zúčastňovat bojů, a tak obvykle měli svůj hodnostní znak nebo znak církevního společenství, do kterého patřili. Do udělování znaku král nezasahoval, znak si vybíral sám hodnostář, nebo dostal znak od papeže.

## Pravidla

### Římskokatolická heraldika

#### Štít
Každý církevní hodnostář si vybíral svůj znak, nebo si nechal svůj původní rodový erb (ve středověku pocházela většina vysokých církevních hodnostářů ze šlechtických rodů). U biskupů a arcibiskupů si svoje znaky kombinovali se znakem diecéze, popř. arcidiecéze. V baroku byl štít nahrazován kartuší, které dokazovala, že nositel nebyl válečník.

#### Klobouky a střapce
Každý církevní hodnostář dostal místo přilby nad štít klobouk (galero) a střapce v dané barvě, která určovala jeho hodnost. 

- Kardinál: červený klobouk s 15 červenými střapci na každé straně – 1, 2, 3, 4, 5
- Patriarcha a primas: zelený klobouk s 15 zelenými střapci na každé straně – 1, 2, 3, 4, 5
- Arcibiskup: zelený klobouk s 10 zelenými střapci na každé straně – 1, 2, 3, 4
- Biskup, Územní opat, územní prelát: zelený klobouk s 6 zelenými střapci na každé straně – 1, 2, 3
- Prelát papežské komory: fialový klobouk s 10 červenými střapci na každé straně – 1, 2, 3, 4
- Apoštolský protonotář: fialový klobouk s 6 červenými střapci na každé straně – 1, 2, 3
- Prelát Jeho Svatosti: fialový klobouk s 6 fialovými střapci na každé straně – 1, 2, 3
- Kaplan Jeho Svatosti: černý klobouk s 6 fialovými střapci na každé straně – 1, 2, 3
- Generální vikář, Biskupský vikář, Probošt, Opat, Vyšší superior řeholního řádu: černý klobouk s 6 černými střapci na každé straně – 1, 2, 3
- Kanovník: černý klobouk s 3 černými střapci na každé straně – 1, 2
- Arcikněz, Arciděkan, Děkan, Vikář, Probošt (pouze ve smyslu čestného titulu faráře), Převor a superior řeholního řádu: černý klobouk s 2 černými střapci na každé straně – 1, 1
- Farář: černý klobouk s 1 černým střapcem na každé straně – 1

### Anglikánská heraldika
Heraldickou autoritu vykonává pro Church of England (ne však pro jiné části anglikánského společenství) londýnská College of Arms. Ta v roce 1976 navrhla jednotný systém příbuzný římskokatolickému, který je nyní oficiální. Netýká se biskupských znaků, ty si zachovávají svou tradiční podobu.
Systém vypadá následovně:
- děkani, arcijáhni a kanovníci používají černý duchovenský klobouk s černými nebo fialovými šňůrami a třemi fialovými nebo červenými střapci na každé straně.
- Faráři a jáhni používají černý klobouk s černo-bílými šňůrami a jeden černý střapec (faráři) nebo bez střapců (jáhni).
- Držitelé titulu Doctor of Divinity (DD), což je nejvyšší teologický akademický titul (a vlastně nejvyšší akademický titul vůbec), si mohou své šňůry proplést červenou (tj. jsou pak buď fialovo-červené, nebo černo-červené, v závislosti na církevní hodnosti nositele).
- Příslušníci Církevní domácnosti (tj. duchovní činní pro britskou královskou rodinu) si před klobouk přidávají tudorovskou růži.

## Galerie znaků

### Římskokatolická církev

#### Papežové

Znak papeže s tiárou (poslední používal papež Jan Pavel II.
Znak papeže s mitrou (používaný papeži počínaje Benediktem XVI.)

#### Kardinálové

Znak kardinála camerlenga
Znak kardinála metropolity
Znak kardinála bez titulu metropolity
Znak kardinála který je jen biskupem
Znak kardinála bez biskupského svěcení
Znak kardinála velmistra Řádu Božího hrobu

#### Patriarchové a primasové

Znak latinského patriarchy se zlatem
Znak patriarchy a primase
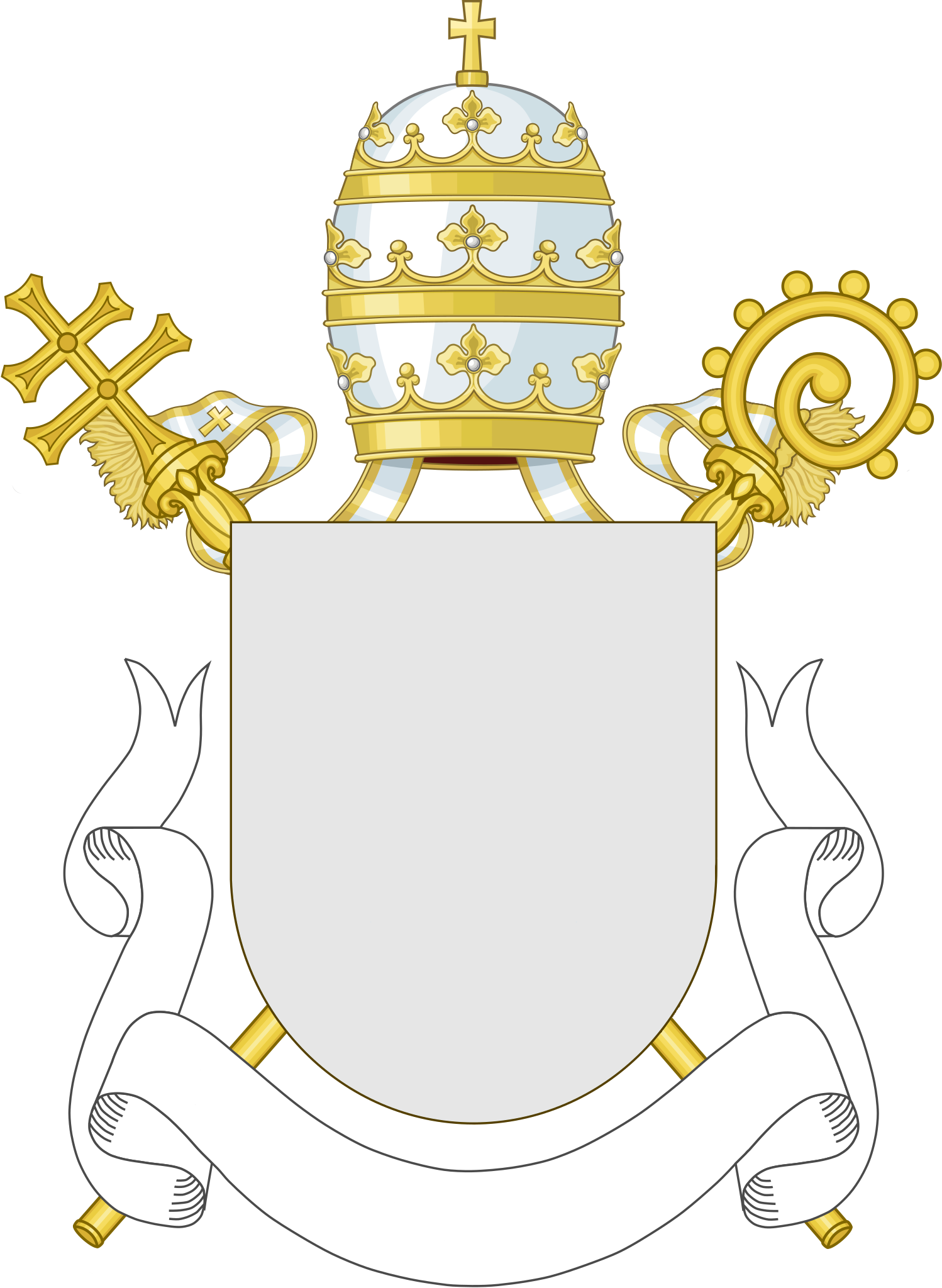
Znak patriarchy Lisabonu

#### Arcibiskupové

Znak arcibiskupa metropolity
Znak arcibiskupa bez titulu metropolity
Znak arcibiskupa Udine
Znak arcibiskupa salcburského
Znak osobního arcibiskupa

#### Biskup a územní opat

Znak biskupa
Znak územního opata

#### Monsignoři

Znak preláta papežské komory
Znak apoštolského protonotáře
Znak preláta Jeho Svatosti
Znak kaplana Jeho Svatosti

#### Řeholní a diecézní kněží, abatyše a jáhen

Znak řádového generálního představeného (též opat primas nebo generální opat)
Znak premonstrátského opata
Znak biskupa opata
Znak arciopata, opata nebo probošta s právem pontifikálií
Znak abatyše
Znak generálního vikáře, generálního představeného, biskupského vikáře nebo regionálního vikáře (např. Opus Dei)
Znak kanovníka, provinciála nebo arciděkana
Znak děkana, děkanství nebo převora
Znak vojenského kaplana
Znak faráře
Znak jáhna

#### Velmistři a hodnostáři patřící do rytířských řádů

Znak velmistra Maltézského řádu
Znak kardinála patřícího do Maltézského řádu
Znak profesního rytíře Maltézského řádu
Znak kardinála velmistra Řádu Božího hrobu
Znak patriarchy velkopřevora Řádu Božího hrobu
Znak arcibiskupa asesora Řádu Božího hrobu
Znak velmistra Řádu německých rytířů
Znak kaplana Konstantinova řádu sv. Jiří (rytíř velkokříže)
Znak kaplana Konstantinova řádu sv. Jiří (rytíř komandér)

#### Svatá říše římská

Znak kardinála kníže-arcibiskupa (již se nepoužívá)
Znak kníže-arcibiskupa (již se nepoužívá)
Znak kníže-biskupa (již se nepoužívá)
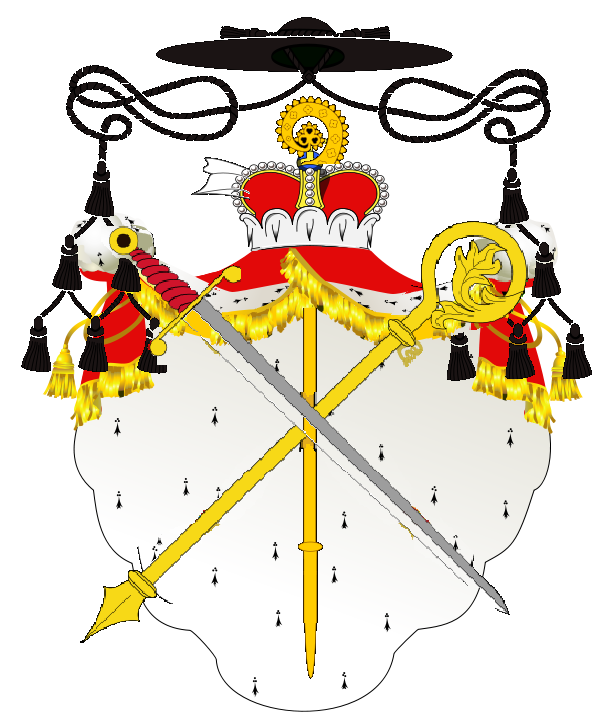
Znak kníže-opata (již se nepoužívá)
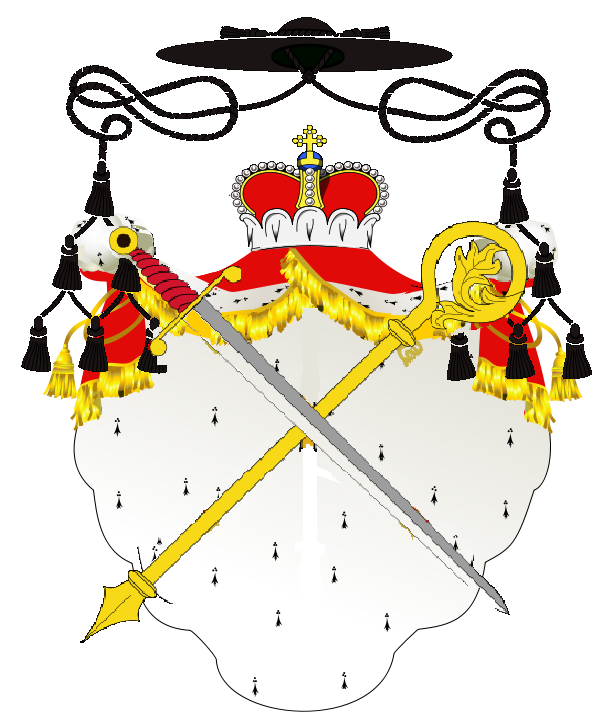
Znak kníže-probošta (již se nepoužívá)

#### Další církevní znaky a znaky řeholních řádů

Znak augustiniánského řádu
Znak františkánského řádu
Znak cisterciáckého řádu
Znak karmelitánského řádu
Znak dominikánského řádu

### Protestantské církve

#### Starokatolická církev

Znak starokatolického biskupa

#### Anglikánská církev

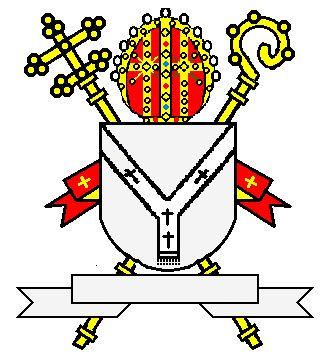
Znak anglikánského arcibiskupa
Znak anglikánského biskupa
Znak anglikánského arcijáhna
Znak anglikánského děkana
Znak anglikánského královského kanovníka
Znak anglikánského kanovníka
Znak anglikánského kněze
Znak anglikánského jáhna